# Gernot Kunert
Gernot Alwin Kunert (* 27. Mai 1952 in Lübeck) ist ein deutscher Filmschauspieler und Verhaltenstherapeut.

## Leben
Gernot Kunert war als Kind im Chor Lübecker Knabenkantorei an St. Marien. Von 1968 bis 1971 wurde er am Theater Lübeck ausgebildet.
Kunert kam 1986 zum Fernsehen. Er war als Assistent von Programmdirektor Peter Gerlach auch zuständiger Redakteur für das TV-Magazin scene – Menschen, Musen und Motive bei Sat.1. Darüber hinaus entwickelte Kunert im Auftrag von Gerlach das Konzept für das Frühstücks-Fernsehen des Senders. 1991 war er der Gründungsvorsitzende des Berliner Kommunikations-Forums. Vom Drehstart 1992 an bis 1993 arbeitete Gernot Kunert bei Gute Zeiten, schlechte Zeiten als Regieassistent, Regisseur sowie Producer eines Specials zur Serie mit. Bei der Bavaria Film in München war er 1995 für Sat.1 Produzent der ersten deutschen Daily Soap, So ist das Leben! Die Wagenfelds. 2000 schrieb Kunert das Drehbuch zu der Folge Party für vier Leichen der Krimiserie SOKO 5113.
Mit 55 Jahren trat Gernot Kunert 2007 zum ersten Mal vor die Kamera. Bekannt wurde Kunert durch seine Darstellung des Hanns-Martin Schleyer in dem ARD-Film Mogadischu (Regie: Roland Suso Richter). 2012 spielte er „Michael Guthen“ in Operation Zucker. 2018 spielte er „Oberstleutnant Schirra“ im Thriller Ballon.
Gernot Kunert arbeitet parallel zur Schauspielerei als Verhaltenstherapeut (HPG) mit dem Schwerpunkt Angststörungen. Er lebt in Berlin.

## Filmografie
- 2008: Mogadischu
- 2008: Der Mann aus der Pfalz
- 2008: Lila, Lila
- 2009: Schicksalsjahre
- 2012: Operation Zucker
- 2012: Passion
- 2014: Die Spiegel-Affäre
- 2014: Unter Anklage: Der Fall Harry Wörz
- 2014: Gefällt mir
- 2014: Vernau – Die 7. Stunde
- 2015: Kartoffelsalat – Nicht fragen!
- 2015: Der Bankraub
- 2015: SOKO Leipzig (eine Folge)
- 2015: SOKO Wismar (eine Folge)
- 2015: Großstadtrevier (eine Folge)
- 2016: Frau Temme sucht das Glück (eine Folge)
- 2016: Dark (eine Folge)
- 2016: Nord bei Nordwest (eine Folge)
- 2017: Nevermind Polly
- 2017: Die Spezialisten - Im Namen der Opfer (eine Folge)
- 2017: Die Kanzlei (eine Folge)
- 2017: Notruf Hafenkante (eine Folge)
- 2018: Ballon
- 2020: In Wahrheit: Jagdfieber
- 2020: Notes of Berlin
- 2023: SOKO Hamburg: Glamour, Girls!